# Антоний (Боровик)
Епископ Антоний (в миру Александр Анатольевич Боровик; род. 30 марта 1968, Лубны, Полтавская область, УССР) — архиерей Украинской Православной Церкви (Московского Патриархата) за штатом; бывший епископ Угольский, викарий Хустской епархии.

## Биография
Родился 30 марта 1968 года в городе Лубны Полтавской области в семье рабочих.
С 1981 года проживал в Одессе.
После окончания в 1983 году средней школы № 24 города Одесса поступил в местное СПТУ-25. Среднее техническое образование получил в 1986 году.
В 1986—1988 годах служил в рядах Советской Армии.
После службы в 1989 году поступил в Одесскую духовную семинарию.
15 октября 1990 года был причислен к братии Свято-Успенской обители города Одесса.
10 декабря 1990 года был рукоположён в сан диакона.
24 декабря 1990 года пострижен в монашество с именем Антоний.
По окончании Одесской духовной семинарии в 1993 году поступил на заочный сектор Киевской духовной академии которую окончил в 2001 году.
29 августа 1993 года был рукоположён в сан иеромонаха и с тех пор долгое время проходил служение в Одесских обителях.
31 октября 1995 года был назначен благочинным Пантелеимоновского мужского монастыря города Одесса и возведён в сан игумена.
7 января 2000 года был возведен в сан архимандрита.
9 марта 2004 года Священным Синодом Украинской Православной Церкви утверждён в должности наместника Ильинского мужского монастыря.
17 мая 2004 года защитил кандидатскую диссертацию.

### Архиерейство
8 мая 2008 года на заседании Священного Синода Украинской Церкви было принято решение об образовании самостоятельной Уманской епархии и её епископом был избран архимандрит Антоний. Наречение архимандрита Антония во епископа Уманского состоялось в субботу 17 мая в резиденции митрополита Владимира в Киево-Печерской Лавре.
17 мая того же года в резиденции Митрополита Владимира в Киево-Печерской Лавре состоялось наречение архимандрита Антония во епископа.
В воскресенье 18 мая 2008 года в храме Всех святых на территории строящегося комплекса кафедрального собора в честь Воскресения Христова в Киеве состоялась его архиерейская хиротония. Чин хиротонии совершили митрополит Киевский Владимир (Сабодан), митрополиты Одесский и Измаильский Агафангел (Саввин) и Симферопольский и Крымский Лазарь (Швец), архиепископы Тульчинский и Брацлавский Ионафан (Елецких), Овручский и Коростенский Виссарион (Стретович), Белоцерковский и Богуславский Митрофан (Юрчук), а также епископы Хынковский Петр (Мустяцэ), Бориспольский Антоний (Паканич), Нежинский и Прилуцкий Ириней (Семко), Шепетовский и Славутский Владимир (Мельник), Сумской и Охтырский Иларий (Шишковский), Кременчугский и Лубненский Евлогий (Гутченко), Ивано-Франковский и Коломыйский Пантелеимон (Луговой), Яготинский Серафим (Демьянов), Новокаховский и Бериславский Иоасаф (Губень), Переяслав-Хмельницкий Александр (Драбинко).
Решением Синода Украинской Церкви от 11 ноября 2008 года, епископ Антоний был перемещён на Александрийскую кафедру.
В ответ на многочисленные письменные обращения, распоряжением митрополита Киевского и всея Украины Владимира от 20 сентября 2012 года была создана комиссия для изучения дел в Александрийской епархии. В её состав вошли архиепископы Запорожский и Мелитопольский Лука (Коваленко) (председатель) и Изюмский и Купянский Елисей (Иванов), а также епископ Броварской Феодосий (Снигирёв).
20 декабря 2012 года Решением Синода УПЦ епископ Антоний освобожден от управления Александрийской и Светловодской епархией и почислен на покой с постоянным местом пребывания в Свято-Успенской Почаевской лавре.
16 сентября 2014 года решением Священного Синода УПЦ МП избран епископом Угольским, викарием Хустской епархии.
3 апреля 2019 года решением Священного Синода УПЦ уволен с должности викария Хустской епархии и зачислен за штат.